# الاسو
الاسو (به لاتین: Alasoo) یک روستا در استونی است که در شهرستان تارتو واقع شده‌است.

## خصوصیات
الاسو ۸۵ نفر جمعیت دارد.